# Brachiopsilus ziebelli
Ziebell's handvis (Brachiopsilus ziebelli) is een straalvinnige vissensoort uit de familie van de voelsprietvissen (Brachionichthyidae). De wetenschappelijke naam van de soort is voor het eerst geldig gepubliceerd in 2009 door Last & Gledhill. De vis is waarschijnlijk uitgestorven, maar staat als kritiek op de ICUN-Red list.

## Kenmerken
Ziebell's handvis heeft een lichroze huid met stippen die langzaam overgaat in grijs. Rond het oog zit een randje geel. De vinnen, met uitzondering van de buikvin, zijn grijs met stippen. De zijvinnen zien eruit als pootjes met zwemvliezen.

## Voortplanting
Deze vis legt zijn eitjes aan de voet van stukken zeewier.

## Verspreiding en leefgebied
Deze soort komt enkel in stukjes zee rond Tasmanië voor.